# جرمال
جرمال هي بلدة ساحلية تطل على المحيط الهندي، وتقع ضمن مقاطعة إيل، وتقع المدينة إلى الشرق من جروي العاصمة الإدارية لبونتلاند، وعاصمة محافظة نوجال.

## مناخ
المناخ دافئ ورطب. متوسط درجة الحرارة هو 28. الشهر الأكثر سخونة هو أبريل، حيث تصل درجات الحرارة إلى 32، بينما أبرد شهر هو يوليو، مع درجات حرارة حوالي 24. متوسط هطول الأمطار السنوي هو 291 ملم. نوفمبر هو الشهر الأكثر رطوبة، مع 72 ملم من الأمطار، وفبراير هو الأكثر جفافاً، مع 4 ملم فقط.
.